# Calydna chaseba
Calydna chaseba är en fjärilsart som beskrevs av William Chapman Hewitson 1854. Calydna chaseba ingår i släktet Calydna och familjen Riodinidae. Inga underarter finns listade i Catalogue of Life.